# アーノルド・ウイトリッヒ
アーノルド・ウイトリッヒ（またはアーノルド・ウィトリッヒ、Arnold Wuethrich、ドイツ語:Arnold Wüthrich:社史、?年-1983年〈昭和58年〉）は、太平洋戦争以前から太平洋戦争後の時期にかけて、日本の神奈川県横浜市戸塚区で生活していたスイス人男性。元DKSHジャパン株式会社社員。死後、横浜市に「ウイトリッヒの森」と呼ばれる土地を寄贈した。姓はビュートリッヒとも書く。

## 概要
ウイトリッヒは、1930年（昭和5年）ごろ日本に来たと言う。1933年（昭和8年）ごろ、戸塚区矢部町735番地（当時は鎌倉郡戸塚町）に住宅を建てた。2023年現在この住宅は「旧ウィトリッヒ邸」として残っている。また日本人女性の津田ひ亭（つだ ひで）と結婚した。
戸塚区俣野町2番地の森（当時は鎌倉郡大正村）が故郷スイスの風景に似ているとして気に入り、約30000平方メートル（3ヘクタール）の土地を購入して農業を営んだ。太平洋戦争以前から日本に住んでいた外国人の中で、農業を職業とするのは異色の経歴だという。
太平洋戦争が始まると、日本政府と警察による外国人への監視が厳しくなって横浜市内での生活が困難になり、長野県北佐久郡軽井沢町に疎開した。軽井沢では赤十字国際委員会の部員となっていた。戦争終結後は再び横浜市に戻った。
1951年（昭和26年）に日本との商取引を再開したシイベルヘグナー社（のちのDKSH）東京支社に入社し、1965年（昭和40年）に定年退職するまで勤務した。私生活では、矢部町周辺が都会化するのを嫌い旧宅を離れ、俣野町2番地の農地の森に新しい家を建て、ヤス（Jass）に興じるなどして暮らした。
1983年（昭和58年）に死去。俣野町の農地を横浜市に寄贈した。この土地が現在の市民の森「ウイトリッヒの森」となった。妻のひ亭（ひで）も3年後に死去した。矢部町735番地の旧宅（旧ウィトリッヒ邸）は「横浜市認定歴史的建造物」に認定され現存する。

## 参考資料
- 戸塚区史刊行委員会「コラム:個人の名をつけたウイトリッヒの森」『戸塚区史』1991年（平成3年）3月発行
- 横浜市環境創造局みどりアップ推進部みどりアップ推進課 『市民の森・ふれあいの樹林ガイドマップ:09まさかりが淵市民の森・ウイトリッヒの森・深谷市民の森』2022年（令和4年）3月発行